# Abrechnungsbescheid
Der Abrechnungsbescheid ist in § 218 Absatz 2 der Abgabenordnung (AO) geregelt. Durch ihn entscheidet die Finanzbehörde und auch die Gemeindekasse über Streitigkeiten, die sich bei der Verwirklichung von Ansprüchen aus dem Steuerschuldverhältnis ergeben. Der Abrechnungsbescheid enthält dabei grundsätzlich nur die Feststellung, ob und inwieweit der festgesetzte Anspruch aus dem Steuerschuldverhältnis bereits verwirklicht (also erfüllt) oder noch zu verwirklichen ist.
Der Abrechnungsbescheid ist systematisch dem Erhebungsverfahren zuzurechnen. Das Festsetzungsverfahren ist zu diesem Zeitpunkt bereits abgeschlossen. Im Erhebungsverfahren geht es ausschließlich darum, einen Anspruch aus dem Steuerschuldverhältnis, gleichwohl, ob er dem Fiskus oder dem Steuerpflichtigen zusteht, durchzusetzen und zu verwirklichen. Verwirklichung bedeutet hierbei, dass der Anspruch erlischt. In der Abgabenordnung ist in § 47 AO definiert, unter welchen Voraussetzungen ein Anspruch aus dem Steuerschuldverhältnis erlöschen kann. Als Hauptgrund kann die Zahlung angesehen werden.
Auf Grund rechtsstaatlicher Grundsätze muss sich der Staatsbürger gegen unrechtmäßige Maßnahmen der Finanzbehörden rechtlich wehren können. Im Festsetzungsverfahren sind dazu spezielle Regelungen in der Abgabenordnung enthalten, wie beispielsweise das Einspruchsverfahren oder bestimmte Korrekturvorschriften. Für die Anwendung dieser Vorschriften ist Voraussetzung, dass ein Verwaltungsakt vorliegt (zum Beispiel ein Steuerbescheid).
Will sich der Steuerpflichtige im Erhebungsverfahren gegen Maßnahmen der Finanzbehörde wehren, muss vorher ein Verwaltungsakt erlassen werden. Dieser Verwaltungsakt ist der Abrechnungsbescheid. Er kann entweder auf Antrag des Steuerpflichtigen oder aus eigenem Ermessen der Finanzbehörde erlassen werden.
Gegen den Abrechnungsbescheid kann der Steuerpflichtige Einspruch einlegen. Über den Einspruch entscheidet die Finanzbehörde durch Einspruchsentscheidung. Hat der Einspruch keinen Erfolg, dann kann er Klage beim Finanzgericht erheben. Bei Streit mit der Gemeinde betrifft dies den Weg zum Verwaltungsgericht.